# Chișinău
Chișinău (kiejtés: kisinau), korábbi orosz nevén Kisinyov (oroszul: Кишинёв) Moldova fővárosa és legnagyobb városa. Messze a legfejlettebb város Moldovában, és a régió egyik legfontosabb ipari központja és közlekedési gócpontja. Európa legzöldebb városai között tartják számon.

## Fekvése
Az ország középső részén, a Bîc folyó partján található.

## Története
A város első említése 1436-ból való. Ștefan Ciobanu román történész és akadémikus szerint a név magyar eredetű, eredeti formája Kisjenő lehetett, és ugyanúgy alakult ki, mint az Arad megyei Kisjenő esetében. Állítását azzal is igazolja, hogy a város környékén számos magyar helynév található, mint pl. Borkút, Ghidigis (Hideges), Orhei (Várhely). Ez a magyarázat azonban erősen vitatott, más vélemények szerint ugyanis a név az óromán "chișla nouă" (új forrás) vagy a kun "kešene" (temető) szóból eredhet.
A városnak a középkorban magyar lakossága is volt; a 17. században még említik római katolikus népességét. Az 1668-as adatok szerint nyolc magyar lakost számoltak itt össze.
1812-ben, az orosz–török háború (1806–1812) után a város az Orosz Birodalom része lett.
Puskint 1820 és 1823 között a városba száműzte I. Sándor cár. Puskin így írt a városról Puscsin tábornoknak c. versében: „Ó, Kisinyov, sötét város!”, illetve Vigelnek írott verses levelében: "Átkozott város Kisinyov." (1823) Puskin a városban működő "Ovidius" szabadkőműves páholy tagja volt, amelyet szabadelvű gondolkodó tagjai miatt a cár feloszlatott. Valóban innen, a peremvidékről került ki az 1825-ös dekabrista felkelés nem is egy résztvevője. Puskinnak a városban orosz, görög, zsidó és cigány szeretői is voltak, ami a város nemzetiségi sokszínűségét is mutatja.
1834-től a városban – nyugat-európai mintára – hosszú és széles utcákat kezdtek kialakítani. 1830. május 26. és 1836. október 13. között Avraam Melnyikov tervei alapján megépítették a Krisztus Születése székesegyházat, 1858-ban Luka Zauskevics közreműködésével építették fel a Szent Tiron Tódor Vértanú templomot melynek képeit Pável Piszkarjov festette .
Az 1917-es októberi forradalom idején a közgyűlés, a Sfatul Țării (az ország tanácsa) Kisinyovban székelt. 1917. december 15-én kikiáltotta a Moldovai Demokratikus Köztársaságot, amely független Oroszországtól. A bolsevikok 1918. január 5-én érkeztek a városba, és a katonák itt állomásoztak január 16-ig, amikor is a román hadsereg megérkezett. Besszarábia néven 1918. április 9-én csatolták Romániához.
1925-ben nagy tűzvész pusztított a városban.
1927-ben III. (Nagy) István (Ștefan cel Mare) fejedelemnek állítottak emlékművet.
1940-ben a Molotov–Ribbentrop-paktum értelmében a Szovjetunió annektálhatta Besszarábiát és Chișinău-t. 1940 és 1941 között a város lakosságát a szovjet titkosrendőrség, az NKVD terrorizálta. 1940 júliusában egyszerre 400 embert végeztek ki és temettek tömegsírba, s további tízezreket deportáltak az országból vagy gyilkoltak meg. Az év végén még egy rendkívül erős, 7,7 magnitúdójú földrengés is megrázta a várost, melynek következtében 78-an meghalt, 172 épület összeomlott, 2623 pedig súlyosan megrongálódott.
1941-ben, a Barbarossa hadművelet kezdetén, még mielőtt a román hadsereg ismét bevonult volna a városba, a Luftwaffe június-július folyamán bombázta Chișinău-t, amely ismét súlyosan érintette a várost. A szovjet rémuralmat ekkor a náci és román fasiszta rémuralom váltotta, amely a helyi zsidóság számára szörnyű sorsot jelentett: a zsidókat tömegével deportálták illetve gyilkolták meg a városban. Chișinău ezekben az években a Román Királyság Besszarábiai Kormányzóság nevű tartományának székhelye volt.
A szovjet Vörös Hadsereg még azelőtt elfoglalta Chișinău-t és Besszarábiát, mielőtt Románia kilépett a tengelyhatalmak szövetségéből, a második jászvásári–chișinău-i offenzíva eredményeként.
A háború után néhány évig a szovjet hatalom ismételten terrorizálta a város és az ország lakosságát, elsősorban nagyarányú deportálásokkal: az első hulláma ezeknek 1945 után az 1940-es évek végéig, a második az 1950-es évek közepén zajlott. Az elhurcoltak száma megközelítőleg 300 ezer főre tehető.
A háborúban nagy pusztítást elszenvedett Chișinău-t 1947 és 1949 között építették újjá. Az 1950-es években demográfiai növekedés jellemezte a várost, a lakosság elhelyezése érdekében ezért nagyszámú panellakást építettek. Ezek a háztömbök, amelyek különálló települések benyomását keltik, a mai napig meghatározzák a városképet. A legtöbb ilyen épületet Nyikita Hruscsov idején emelték, ezért nevezik a tömbházakból álló városrészeket Hruscsovkák-nak. A mostani háztartások több mint 74%-a a szovjet időkből származik.
1971-től 1991-ig újabb nagy építkezési beruházások voltak a városban, amelynek összköltsége meghaladta az egymilliárd szovjet rubelt.
1977-ben újabb földrengés rázta meg a várost, amelynek újfent több halottja volt. 1991 óta a független Moldova fővárosa.

## Éghajlata
| Hónap                         | Jan. | Feb. | Már. | Ápr. | Máj. | Jún. | Júl. | Aug. | Szep. | Okt. | Nov. | Dec. | Év   |
| ----------------------------- | ---- | ---- | ---- | ---- | ---- | ---- | ---- | ---- | ----- | ---- | ---- | ---- | ---- |
| Átlagos max. hőmérséklet (°C) | 0,9  | 2,6  | 8,1  | 15,4 | 22,0 | 25,2 | 27,5 | 27,2 | 21,5  | 15,1 | 7,5  | 2,3  | 14,7 |
| Átlaghőmérséklet (°C)         | −1,9 | −0,8 | 3,7  | 10,4 | 16,5 | 19,9 | 22,1 | 21,7 | 16,3  | 10,5 | 4,1  | −0,6 | 10,2 |
| Átlagos min. hőmérséklet (°C) | −4,3 | −3,6 | 0,2  | 5,9  | 11,6 | 15,2 | 17,3 | 16,9 | 12,0  | 6,8  | 1,6  | −2,8 | 6,5  |
| Átl. csapadékmennyiség (mm)   | 36   | 31   | 34   | 39   | 46   | 65   | 62   | 56   | 62    | 36   | 37   | 39   | 543  |
| Havi napsütéses órák száma    | 74   | 82   | 124  | 186  | 254  | 282  | 298  | 295  | 225   | 171  | 75   | 59   | 2124 |
| Forrás: HKO                   |      |      |      |      |      |      |      |      |       |      |      |      |      |

## Közigazgatási felosztás

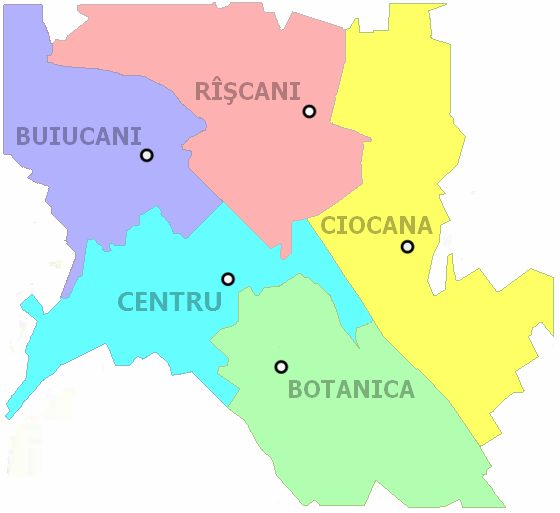
Chișinău városrészei: 1-Centru, 2-Buiucani, 3-Râșcani, 4-Botanica, 5-Ciocana

A város polgármestere: Ion Ceban. A városi tanács a város irányító-testülete.

## Közlekedés

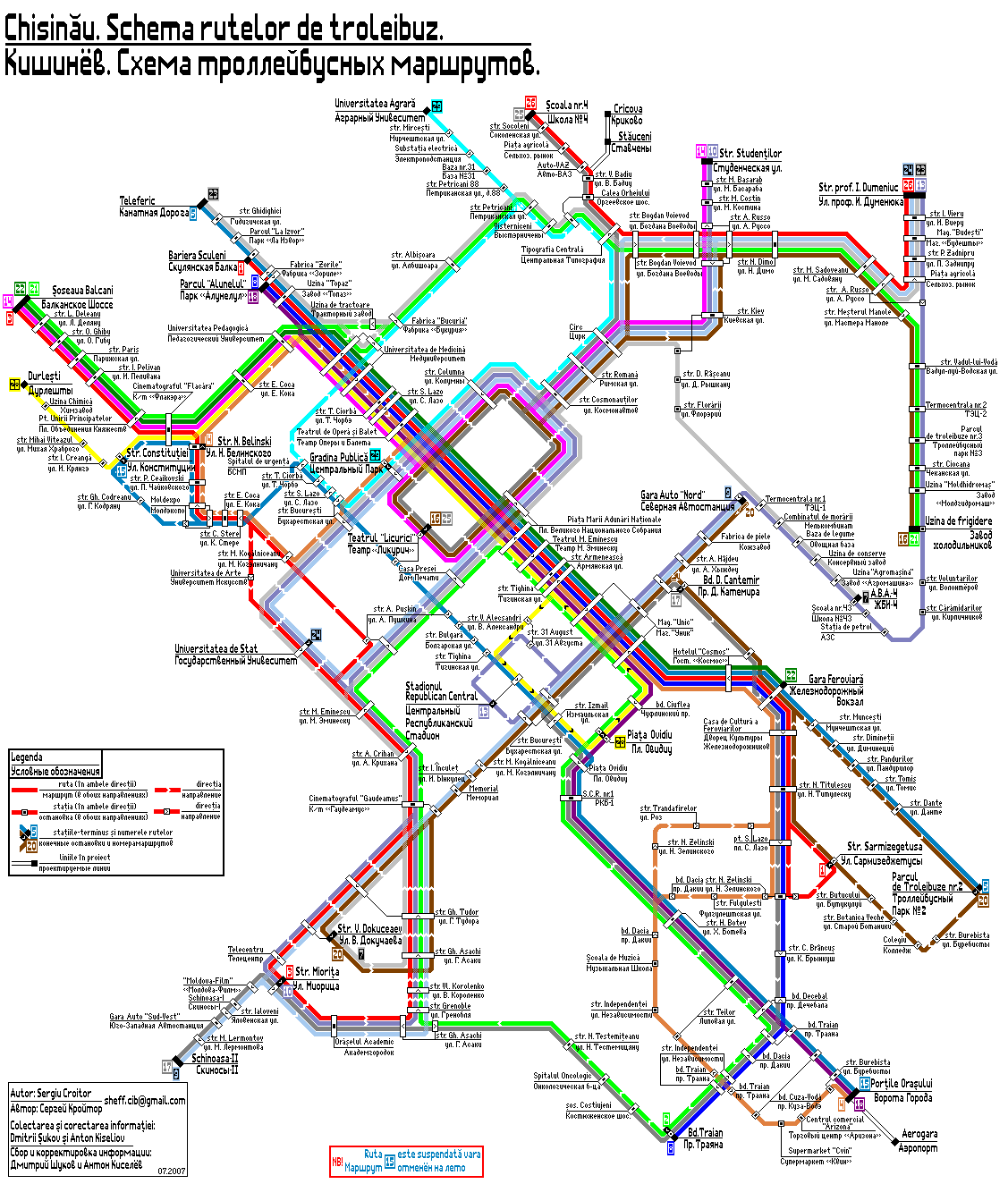
trolibusz-hálózat 2013-ban

A villamos közlekedést a hatvanas években megszüntették. A városnak nemrégiben felújított, impozáns vasúti pályaudvara van. A város távolsági buszjáratai három helyről közlekednek. A nyugati és déli irányokba – főleg – a 6 km-re délnyugatra lévő Gara Chisinau sud-vest terminálról indulnak a buszok. Innen naponta van buszjárat Kolozsvárra (közel 8 órás út) illetve onnan átszállással Budapestre.
A chișinăui nemzetközi repülőtér, az ország nemzetközi reptere a várostól 11 km-re délre található.
Nyári időszakban naponta közlekedik a Chișinău-Odessza vonat, továbbá heti három alkalommal a Chișinău-Jászvásár vonat.

### Trolibuszhálózat
1949. október 12-e óta van trolibusz-közlekedés, ez a legfőbb közlekedési eszköz a mikrobuszok (marsrutka) mellett.

## Nevezetességei
- Krisztus Születése székesegyház
- Szent Tiron Tódor Vértanú templom

## Kultúra

### Múzeum
- Muzeul Național de Istorie a Moldovei (Nemzeti történelmi múzeum)
- Muzeul Național de Arte Plastice (Nemzeti művészeti múzeum)
- Chișinău-i Történeti múzeum
- Muzeul Național de Etnografie și Istorie Naturală (Etnográfiai és Történelmi múzeum)
- Muzeul de Arheologie și Etnografie al Academiei de Științe din Moldova (Régészeti és néprajzi múzeum)
- Muzeul Literaturii Române "M. Kogălniceanu" (Irodalmi múzeum-ház)
- Casa-Muzeu "A.S. Pușkin" (Puskin Múzeum)

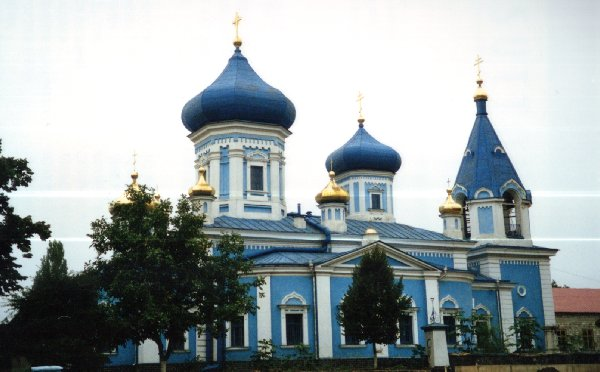
Szent Tiron Tódor Vértanú templom

### Színház
- Teatrul Național de "Mihai Eminescu"
- Teatrul Dramatic Rus "A. P. Cehov"
- Teatrul Republican "Luceafărul" (Bábszínház)
- Sala cu Orgă (Orgonaterem)
- Filarmonica Națională (Nemzeti Filharmónia)

## Média

### Televízió
Az állami televízió neve Moldova 1, amelynek székhelye Chișinăuban van.
Pro TV Chișinău egy helyi televízió, amely 1999 óta sugároz. A híreket románul és oroszul sugározza.
Ezen kívül számos romániai és oroszországi tévécsatornát lehet fogni.

### Rádió
A városban több helyi rádió van: Kiss FM, Pro FM, Radio 21/Hit Radio és Național FM/Fresh FM, Radio Chanson, Русское Радио (Russkoje Radio). Az állami rádió neve Teleradio Moldova.

## Testvértelepülések
- Mannheim, Németország 1989
- Grenoble, Franciaország 1977
- Reggio Emilia, Olaszország
- Bukarest, Románia
- Kijev, Ukrajna
- Odessza, Ukrajna
- Sacramento, USA